# Église Saint-Nicolas de La Villeneuve-en-Chevrie
Pour les articles homonymes, voir église Saint-Nicolas.
L'église Saint-Nicolas est une église catholique située à La Villeneuve-en-Chevrie, en France.

## Localisation
L'église est située dans la commune de La Villeneuve-en-Chevrie, dans les Yvelines.

## Historique
Un premier édifice a été élevé à cet endroit au XIIe siècle, dont il reste quelques vestiges. À cette époque, la paroisse faisait partie de la seigneurie de Rosny qui l'avait reçue en 1283 d'une charte du roi Philippe III le Hardi.
Le bâtiment actuel date du XVe siècle.
En 2016, elle bénéficie d'une restauration partielle de la charpente, des maçonneries et des vitraux.

## Mobilier

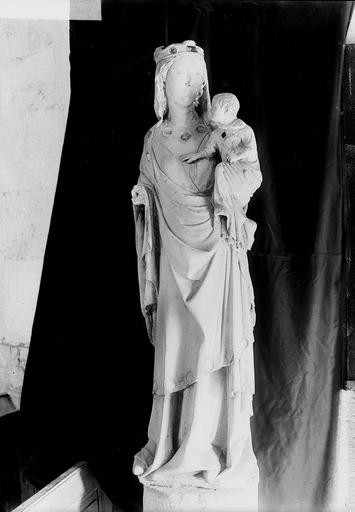
Eglise - Villeneuve-en-Chèvrie (La) - Médiathèque de l'architecture et du patrimoine - APMH00026541

Une statue en pierre du XIIIe siècle représentant la Vierge à l'Enfant conservée dans l'église est protégée à titre d'objet depuis 1908,.
Il s'y trouve aussi un tableau représentant la Vierge à l'Enfant avec saint Jean-Baptiste.
Une statue de saint Nicolas orne la façade principale.